# The Concorde - Airport ' 79
The Concorde - Airport ' 79 és una pel·lícula  estatunidenca dirigida per David Lowell Rich i estrenada el 1979.

## Argument
Un Concorde està a punt de sortir de l'aeroport de Washington Dulles, direcció Moscou en un vol inaugural, pels Jocs Olímpics de 1980 que tindran lloc a l'URSS. Entre els passatgers hi ha una coneguda periodista, Maggie Whelan, que ha aconseguit gairebé per accident, documents que proven que el poderós home de negocis Kevin Harrison (amb qui té un idil·li) és un traficant d'armes.
Per evitar ser desemmascarat davant el món sencer, Harrison va decidir tirar l'avió amb l'esperança d'eliminar la seva amant, que s'havia convertit en incòmoda. El primer intent, amb un míssil terra-aire, falla; el Concorde se les arregla per evitar ser colpejat i el coet és abatut per dos la F-15 de la Força Aèria dels EUA. El segon intent té lloc sobre l'Oceà Atlàntic mentre el Concorde està arribant a França, un Phantom F-4 ataca el Concorde, però un cop més l'habilitat dels pilots (Paul Metrand e Joe Patroni), i l'actuació immediata de la defensa aèria francesa amb el seu Mirage, evitant la tragèdia i el Concorde, encara que una mica danyat, aterrar a París (on es lliura amb èxit l'òrgan per un trasplantament d'un nen).

## Repartiment
- Alain Delon: Capità Paul Metrand
- George Kennedy: Cap. Joe Patroni
- Susan Blakely: Maggie Whelan
- Robert Wagner: Dr. Kevin Harrison
- Sylvia Kristel: Isabelle
- Eddie Albert: Eli Sands
- David Warner: Peter O'Neill
- Uta Taeger
- Cicely Tyson: Elaine

## Al voltant de la pel·lícula
- Aquesta pel·lícula forma part d'una sèrie de pel·lícules sobre catàstrofes (Airport, Airport'77...)
- L'avió que es va fer servir per a la pel·lícula, matriculat Concorde 203 (F-BTSC) (203) és el que es va estimbar a Gonesse, prop de París el 25 de juliol de 2000.